# 前田利精
前田 利精（まえだ としあき）は、加賀大聖寺藩の第6代藩主。

## 生涯
宝暦8年（1758年）11月15日、第5代藩主・前田利道の次男として大聖寺で生まれる。宝暦9年（1759年）に長兄・利貞が早世したため世子となり、安永7年1778年5月25日に父の隠居により家督を継ぐ。しかし安永10年（1781年）、父が死去すると、遊廓に頻繁に通って女狂いとなり、無頼と交じって好き放題にふるまうなど、無法を繰り返すようになる。これら一連の行動に関して、家臣団は無論、本家の藩主・前田治脩も諫言したが、利精は聞く耳を持たなかった。
このため天明2年（1782年）8月21日、治脩は利精を「心疾」として監禁し、家督は利精の弟である利物に継がせた。寛政3年（1791年）9月15日に大聖寺で死去した。享年34。

## 系譜
父母
- 前田利道（父）
- 円成院 ー 加藤氏、側室（母）

側室
- 敬大院 ー 西島氏
- 恵遊院
- 長泉院

子女
- 前田利考（長男）生母は敬大院（側室）
- 前田利純（次男）生母は長泉院（側室）
- 前田利信（三男）生母は長泉院（側室）
- 前田利竜（四男）生母は敬大院（側室）
- 秀、生母は敬大院（側室）
- 千 ー 松平直寛室、生母は恵遊院（側室）

養子
- 前田利物 ー 実弟